# N-Gage QD
Az N-Gage QD kézi videójáték-konzol és okostelefon, az N-Gage újratervezése, melyet a Nokia gyártott. A készüléket 2004. április 14-én mutatták be, és 2004. május 26-án jelentették meg. A QD az elődjéhez hasonlóan Series 60 1st Edition FP1 kezelőfelülettel ellátott Symbian v6.0 operációs rendszeren fut.
A QD az eredeti N-Gage fizikai újratervezése, annál kisebb és kerekdedebb, amelyben a készülék aljára helyezték át a korábban az akkumulátor alatt található kártyanyílást, illetve a hangszóró is a készülék elején, semmint az oldalán kapott helyet.
A készülék alacsonyabb áron került piacra mint az eredeti N-Gage, mivel általában szolgáltatási szerződésekhez kötve vagy valamilyen kedvezményes csomagban árusították. Az N-Gage QD az Amerikai Egyesült Államokban a Cingular hálózatán például az Electronics Boutique és a GameStop videójátékáruház-láncokban is értékesített kártyás telefononként volt kapható.

## Különbségek
Bizonyos, az eredeti készülékben elérhető szolgáltatásokat, így az MP3-lejátszást, az FM rádiót vagy az USB-kapcsolatot valószínűleg a méret és az ár csökkentése érdekében eltávolították a QD-ből. A felhasználók USB-kapcsolat helyett Bluetoothon keresztül vagy egy MultiMediaCard-olvasó segítségével vihetnek át fájlokat a készülékre. Ugyan a QD gyárilag nem támogatja az MP3-fájlok lejátszását, azonban külsős cégek alkalmazásai lehetőséget biztosítanak erre, habár csak 16 kHz mono hangzással.
Az eredeti készülék narancs és szürke színű kinézete és grafikus felhasználói felülete is változtatáson esett át. A felhasználói felületet külsős cégek alkalmazásaival meg lehet változtatni, illetve a rendszerhéjat is le lehet cserélni.
Az újabb N-Gage az elődjével ellentétben nem támogatja a 900/1800/1900-as GSM frekvenciasávokat, helyette inkább két duplasávos verziót gyártottak, egyet-egyet az észak-amerikai, illetve az európai és ázsiai piacra.
Az eredet készülék ötutas (négy iránynyíl és egy középső „klikkgomb”) kontrollergombját egy egyszerűbb négyutas iránykontroller és egy különálló „OK-gomb” váltotta.
A QD az elődjével megegyező operációs rendszert futtat, annak ellenére, hogy a bejelentésekor már számos készülék jelent meg az újabb Symbian 7.0 Series 60 2nd Edition rendszerrel.

## N-Gage QD Silver Edition
A 2005 augusztusában bejelentett N-Gage QD Silver Edition kizárólag kisebb kozmetikai változtatások és a két speciális játékgomb (az 5 és a 7) hagyományos gombokra való cserélésben tér el az eredeti QD-modelltől.
A készülék 2005. szeptember 1-jén jelent meg az európai, közel-keleti és afrikai piacokon.

## A gyártás vége
Az előd N-Gage technikai korlátai hamar egyértelművé tették, hogy esélytelen a kontrollerek piacán, telefonként pedig esetlen. Az N-Gage QD valamennyivel jobb volt az elődjénél, de a konkurencia így is sokkal korszerűbb és akár olcsóbb konzolokat tudott kínálni, amivel nem tudott versenyezni, ezért 2006 elején abba is hagyták a gyártását. Az N-Gage márkanevet onnantól a telefonon elindult online platformra használták, amit megpróbáltak a Nokia más okostelefonjaira kiterjeszteni, ez azonban 2009-re szintén megszűnt.

## Fordítás
- Ez a szócikk részben vagy egészben  a   N-Gage QD című angol Wikipédia-szócikk ezen változatának fordításán alapul.  Az eredeti cikk szerkesztőit annak laptörténete sorolja fel. Ez a jelzés csupán a megfogalmazás eredetét és a szerzői jogokat jelzi, nem szolgál a cikkben szereplő információk forrásmegjelöléseként.